# Piotr Viret

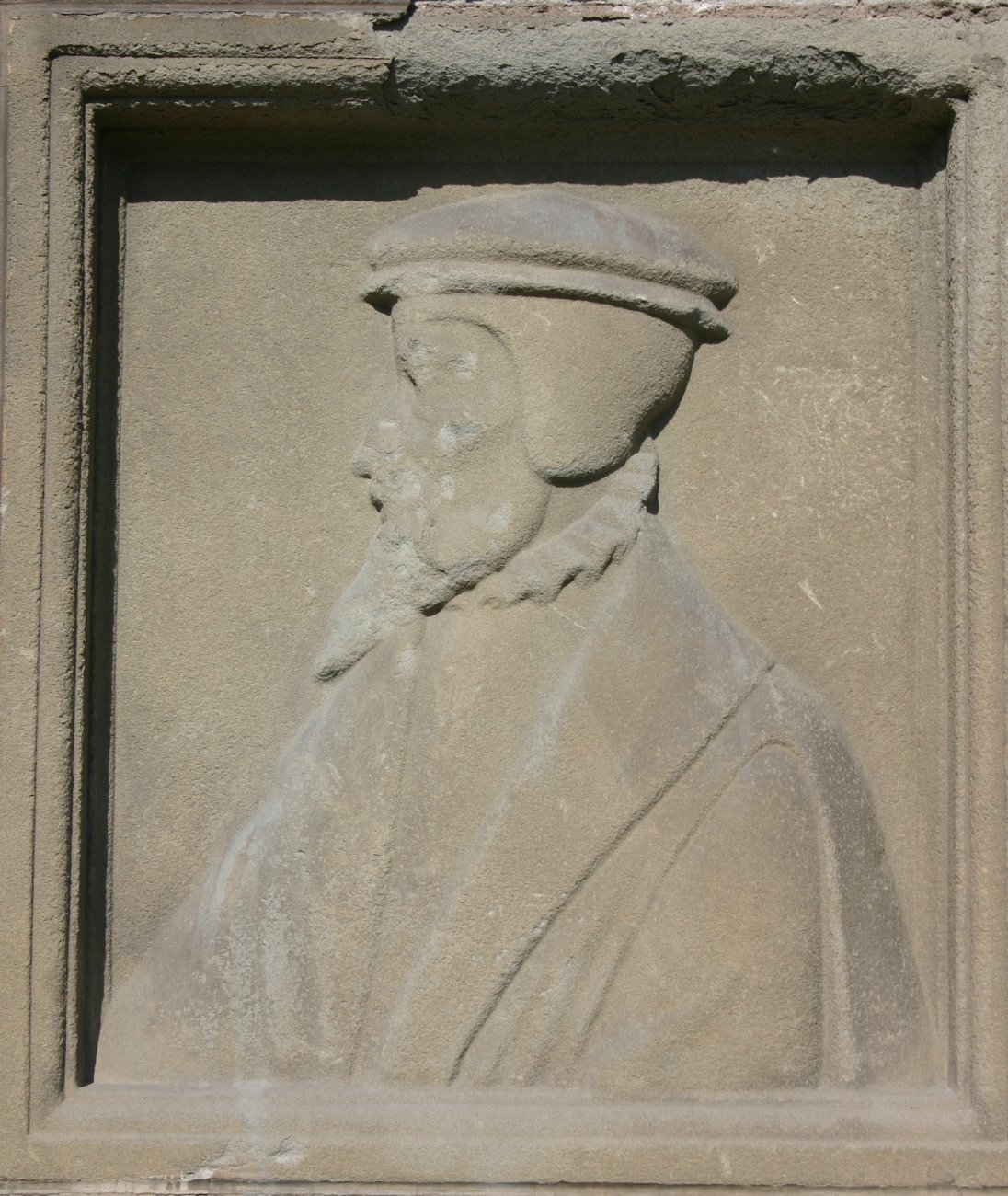
Piotr Viret

Piotr Viret (ur. w 1511 w Orbe, Vaud, Szwajcaria, zm. w 1571 w Orthez, Francja) – szwajcarski teolog reformowany, reformator Lozanny, najpopularniejszy kaznodzieja we Francji w XVI w. Nawrócił się na studiach w Paryżu, pod wpływem m.in. Farela. 
Viret był tak skutecznym kaznodzieją, że pod wpływem jego kazań nawracały się całe rejony Francji. Jego katoliccy wrogowie kilkukrotnie organizowali na niego zamachy (m.in. raz ciężko ranili mieczem, innym razem zatruli pożywienie, skutkiem czego do końca życia miał problemy z żołądkiem). Pomimo tych prześladowań Viret przez cały czas był orędownikiem pojednania pomiędzy katolikami a protestantami. 
Pracował razem z Kalwinem w Genewie, jednak jego kazania były bardziej popularne i wywierały większe wrażenie niż kazania Kalwina. Za zgodą władz Genewy Viret pracował z wielkim sukcesem jako ewangelista Nîmes, Montpellier i Lyonu. Teodor de Bèze ocenia Vireta jako najłagodniejszego kaznodzieję XVI wieku. 